# Pico Valdivia
El pico del Grajo o pico Valdivia es la cumbre más alta de la sierra de Alcaparaín, Casarabonela (provincia de Málaga, España), con 1293 m s. n. m. Se le conoce como pico Valdivia en homenaje al topógrafo malagueño Juan Francisco Valdivia Gómez, quien falleció allí el 4 de junio de 1984 mientras trabajaba. Desde entonces en el punto geodésico hay una placa homenaje con su nombre. Dicha placa fue reparada en 2009 en una de las subidas que los hijos del topógrafo junto a otros familiares, amigos y senderistas hacen anualmente. En el mismo lugar hay un libro para dejar mensajes de recuerdo de la subida. 
El pico Valdivia es una muy recurrente opción entre las rutas de senderismo que la provincia de Málaga ofrece, especialmente por sus vistas al valle del Guadalhorce, hoya de Málaga, sierra de Mijas, sierra de las Nieves, Prieta y Cabrilla, valle del río Turón, sierra de Huma, Sierra de Aguas, sierra de Ortegícar, sierra de Peñarrubia, El Chorro (los Gaitanes. A sus pies se encuentra la localidad de Carratraca. [cita requerida]